# Lathrolestes bipunctatus
Lathrolestes bipunctatus là một loài tò vò trong họ Ichneumonidae.